# Ngân hàng Đầu tư và Phát triển Campuchia
Ngân hàng Đầu tư và Phát triển Campuchia (tiếng Anh: Bank for Investment and Development of Cambodia, tiếng Khmer: ធនាគារវិនិយោគ និងអភិវឌ្ឍន៍កម្ពុជា ភីអិលស៊ី) là ngân hàng và công ty con trực thuộc Ngân hàng Thương mại cổ phần Đầu tư và Phát triển Việt Nam tại Campuchia.
Ngân hàng này có chi nhánh tại tất cả các thành phố lớn ở Campuchia, cũng như tại Hà Nội và Thành phố Hồ Chí Minh.
Tiền thân của ngân hàng có tên là Ngân hàng Đầu tư Thịnh Vượng được thành lập vào năm 2007. Sau khi tái cơ cấu, ngân hàng này có tên hiện tại là Ngân hàng Đầu tư và Phát triển Campuchia, gọi tắt là BIDC. BIDC do Ngân hàng Đầu tư và Phát triển Việt Nam nắm quyền sở hữu phần lớn thông qua công ty con gọi là Công ty TNHH Đầu tư & Phát triển Campuchia. Năm 2011, ngân hàng này là một trong 5 ngân hàng hàng đầu về tài sản tại Campuchia.
Nhiệm vụ của ngân hàng này là cung cấp vốn đầu tư vào Campuchia, đặc biệt là những khoản đầu tư từ các tổ chức Việt Nam và những khoản đầu tư thông qua BIDC là một phần đáng kể trong số khoản đầu tư của Việt Nam dành cho nước này.